# 瑞士联邦铁路Ae 4/6 III型电力机车
瑞士联邦铁路Ae 4/6 III型电力机车（德语：SBB Ae 4/6 III）是瑞士联邦铁路所使用的一型电力机车，仅制造一台，由唯一一台“瑞士联邦铁路Am 4/6型燃气涡轮机车”改装而来。
“瑞士联邦铁路Ae 4/6 III型电力机车”使用架空电缆供电，兼容直流 1500伏、交流 15千伏 16.7赫兹、交流 25千伏 50 赫兹三种供电类型。该机车设有两个受电弓，其中一个用于法国国家铁路的直流 1500伏电气化线路，另一个用于瑞士联邦铁路的交流 15千伏 16.7赫兹电气化线路和法国国家铁路的交流 25千伏 50 赫兹电气化线路。

## 历史
唯一的一台“瑞士联邦铁路Ae 4/6 III型电力机车”的前身“瑞士联邦铁路Am 4/6型燃气涡轮机车”1954年因磨损严重、维修费过高且因瑞士联邦铁路所属非电气化铁路较少使得该机车运用面有限而退役。其改装为“瑞士联邦铁路Ae 4/6 III型电力机车”的工作于1958年开始，此次改装旨在为当时研发中的四电压动车组——“瑞士联邦铁路RAe TEE II型电力动车组”提供经验，并提升里昂－日内瓦铁路运力。因改装过程不顺利，1961年才改装完成。改装前编号为1101，改装后编号改为10851。
因“瑞士联邦铁路Ae 4/6 III型电力机车”和“瑞士联邦铁路RAe TEE II型电力动车组”同时交付，使得“瑞士联邦铁路Ae 4/6 III型电力机车”没有起到作为“瑞士联邦铁路RAe TEE II型电力动车组”技术原型车的作用。“瑞士联邦铁路Ae 4/6 III型电力机车”损坏后，1976年被以镇流器取代，因而此后只能在直流 1500伏这一种供电类型下运行。1978年因老化而退役。